# Clara (prénom)
Pour les articles homonymes, voir Clara.
Clara est un prénom féminin qui se fête le 11 août.
Prénom dérivé de Claire, du latin clarus, clara, clarum, claire.

## Personnalités
- Pour l'ensemble des articles sur les personnes portant ce prénom, consulter :
  - la liste des articles dont le titre commence par ce prénom
  - les listes produites par Wikidata : Liste des personnes de prénom « Clara » — même liste en incluant les éventuels prénoms composés qui contiennent « Clara ».

En latin, Clara signifie "glorieux", "brillant"

## Variantes
- Claire
- Chiara
- Clare
- Klara
- Clarisse
- Clairette